# Jeezy
Jeezy (anciennement Young Jeezy), de son vrai nom Jay Wayne Jenkins (né le 28 septembre 1977 à Columbia, en Caroline du Sud), est un rappeur américain. En 1998, il lance le label CTE World (plus tard renommé Corporate Thugz Entertainment). Hormis sa carrière solo, Jeezy est de facto leader du groupe dirty south United Streets Dopeboyz of America (USDA), et est un ancien membre des Boyz n da Hood du label Bad Boy Records. Jeezy est également connu comme pionnier du trap, un sous-genre du hip-hop, aux côtés du rappeur T.I..
Jeezy lance sa carrière musicale en 2001, sous le nom de Lil J, avec la publication de Thuggin' Under the Influence (T.U.I.). Il se joint ensuite aux Boyz n da Hood en 2005, la même année durant laquelle il sort son album Let's Get It: Thug Motivation 101. Son premier single Soul Survivor, qui fait participer Akon, atteint le top 10 des classements américains. Les albums qui succèdent, The Inspiration (2006) et The Recession (2008), contiennent également des singles à succès. Jeezy a également participé à plusieurs chansons à succès RnB comme Say I de Christina Milian, I'm So Paid d'Akon, Hard de Rihanna et Love in This Club d'Usher, cette dernière ayant atteint la première place du Billboard Hot 100, en 2008.

## Biographie

### Jeunesse et débuts (1977–2005)
Jay Wayne Jenkins est né à Columbia, en Caroline du Sud, et a emménagé à Atlanta, en Géorgie lorsqu'il était petit,. Ses parents étant séparés, Jay alterne fréquemment les visites entre son père et sa mère. Dans un entretien avec le magazine XXL, il décrit son enfance comme « vide ». En 1994, il passe neuf mois à la YCA (Youth Challenge Academy), un camp militaire situé à Fort Stewart, en Géorgie, pour possession de drogues.
Jeezy publie son premier album indépendant, Thuggin' Under the Influence (T.U.I.), en 2001 sous le nom de Lil J. Il fait participer des artistes comme Freddy J., Kinky B, Fidank, et Lil Jon, également à la production. En 2003, Jeezy publie également indépendamment, Come Shop wit Me, un coffret de deux CD contenant de nouvelles chansons issues de T.U.I. Jeezy signe avec le label Bad Boy Records en 2004, et se joint au groupe Boyz n da Hood, avec lequel il publie leur album homonyme n juin 2005, qui atteint la 5e place du Billboard 200. En mai 2004, le manager de Jazze Pha, Henry 'Noonie' Lee, donne une démo à Young Jeezy de son ami Shakir Stewart, Vice President Artist and Repertoire (VP A&R) chez Def Jam. Stewart « est tombé amoureux [de la démo] la première fois qu'il l'a entendu » et l'a montré à L.A. Reid. Reid admet son talent et donne son feu vert à Stewart pour le signer. Plusieurs labels - comme Warner et Interscope – cherchaient déjà le signer. Cependant, Young Jeezy décide de signer avec Stewart et Reid, et donc chez Def Jam Recordings.
Le premier single issu du premier album de Young Jeezy, And Then What en featuring avec Mannie Fresh, atteint la 67e place du Billboard Hot 100. Le premier album de Young Jeezy chez une major, Let's Get It: Thug Motivation 101, est publié le 26 juillet 2005. Il débute deuxième du Billboard 200, avec 172 000 exemplaires la première semaine, et plus tard certifié disque de platine par la RIAA. Le second single issu de l'album, Soul Survivor en featuring avec Akon, atteint la quatrième place du Billboard Hot 100. Le troisième single, My Hood, atteint la 77e place du Billboard Hot 100. Lors d'un entretien avec HitQuarters, l'A&R Shakir Stewart explique que Jeezy avait enregistré 60 chansons pour l'album. Lors d'entretiens et dans ses paroles, Young Jeezy affirme sa résistance au commercialisme de sa musique. En 2005, Young Jeezy participe à plusieurs chansons populaires comme Icy de Gucci Mane, et Dem Boyz des Boyz n da Hood.

### DeThe InspirationàThe Recession(2006–2007)

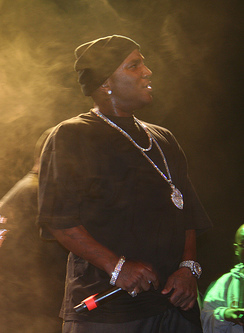
Young Jeezy en 2006.

En 2006, Jeezy participe au single Say I de Christina Milian. Le second album de Jeezy chez une major, The Inspiration, est publié le 12 décembre 2006. Il atteint le Billboard 200 et compte 352 000 exemplaires vendus, et est certifié disque de platine par la RIAA. Le premier single,, I Luv It, atteint la 14e place du Billboard Hot 100. Le second single, Go Getta, en featuring avec R. Kelly, atteint la 18e place du Billboard Hot 100. Il incarne aussi un personnage dans le jeu vidéo Def Jam: Icon. En 2007, le groupe de Young Jeezy, U.S.D.A. (avec Blood Raw et Slick Pulla) publie son premier album, Cold Summer. L'album débute à la quatrième place du Billboard 200.
Le troisième album de Young Jeezy, The Recession, est publié le 2 septembre 2008, et devient son deuxième album consécutif premier des classements. Put On en featuring avec Kanye West est le premier single et atteint la 12e place du Billboard Hot 100. Il est également nommé d'un Grammy. Put On est suivi par Vacation, Crazy World, My President en featuring avec Nas, et Who Dat qui rejoignent les singles inclus dans The Recession. Young Jeezy participe à Love in This Club d'Usher et à I'm So Paid d'Akon (avec Lil Wayne). Love in This Club atteint la première place du Billboard Hot 100. Plus tard, il participe au single Never Ever de Ciara issu de son album Fantasy Ride.
À l'été 2008, Young Jeezy devient le sujet de polémiques concernant son intention de voter le futur président des États-Unis. Bien qu'il ait approuvé le programme de Barack Obama, il explique vouloir rencontrer et soutenir John McCain, lors d'une interview avec le magazine Vibe. Cette déclaration suscite la polémique, et Jeezy clarifie rapidement son choix dans une vidéo virale, dans laquelle il explique soutenir Obama. « Je représente le parti démocrate... Je n'ai jamais soutenu et je ne compte pas soutenir John McCain », explique le rappeur. « Je soutiens Barack Obama. » Jeezy et Jay-Z jouent ensemble à un concert pour inaugurer l'élection de Barack Obama le 18 janvier 2009. À l'émission The O'Reilly Factor, le commentateur Bill O'Reilly critique leur performance mais Jeezy rétorque : « J'ai des amis blancs. Je paye mes impôts, j'ai donc le droit de donner mon avis. Je ne crois pas qu'il comprenne ce que je ressente. »

### TM:103 Hustlerz AmbitionetIts Tha World(2010–2012)
Il est annoncé en novembre 2009 que Jeezy s'est lancé dans l'enregistrement de Thug Motivation 103. En mars 2010, il est annoncé que Young Jeezy aurait retiré le Young de son nom de scène. Plus tard, Young Jeezy dément ce changement de nom ; cependant, sur la couverture de son single Lose My Mind, le nom imprimé est Jeezy. Lose My Mind atteint la 35e place du Billboard Hot 100. Le 17 mai 2011, Jeezy publie le premier single issu de Thug Motivation 103, Ballin, qui fait participer Lil Wayne et atteint la 57e place du Billboard Hot 100.
Le 4 mars 2010, Jeezy publie le titre Illin, en featuring avec le groupe Clipse ; en particulier, Pusha T. La chanson suscite la polémique à cause d'une phrase chantée par Pusha T, No amount of record sales could derail this ...Stuffing dead prezzies in the wall like that Yale bitch..., que les auditeurs considèrent comme une insulte à l'étudiante Annie Le assassinée en 2009. Le 22 juillet 2011, Jeezy publie une chanson intitulée Shake Life et devient le second single issu de Thug Motivation 103, mais plus tard retiré de l'album. Le 26 juillet 2011, Jeezy annonce la sortie de l'album pour le 20 septembre 2011. Cependant, la sortie de l'album est repoussée pour le 20 décembre 2011. Le 29 septembre 2011, Jeezy publie le troisième single issu de Thug Motivation 103, intitulé F.A.M.E. (un acronyme de Fake Ass Motherfuckers Envy) en featuring avec T.I. Le 20 décembre 2011, Thug Motivation 103 est finalement publié et débute troisième au Billboard 200 avec 233 000 exemplaires et est certifié disque d'or par la RIAA.
En octobre 2012, Jeezy publie un nouveau single intitulé Get Right sur iTunes et l'envoie à la radio. Peu après la publication du single, Jeezy annonce une nouvelle mixtape à la fin de 2012, et un nouvel album pour 2013. Plus tard, le titre de la mixtape est annoncée comme étant It's tha World qui sera publié le 12 décembre 2012, et présenté par DJ Drama,. La mixtape fait participer 2 Chainz, Trey Songz, Lil Boosie, Birdman, YG et E-40. La production est effectuée par Jahlil Beats, The Renegades, DJ Mustard, Warren G, Mike Will Made It, Cardo et Black Metaphor.

### Boss Yo Life Up GangetSeen It All: The Autobiography(2013-2014)

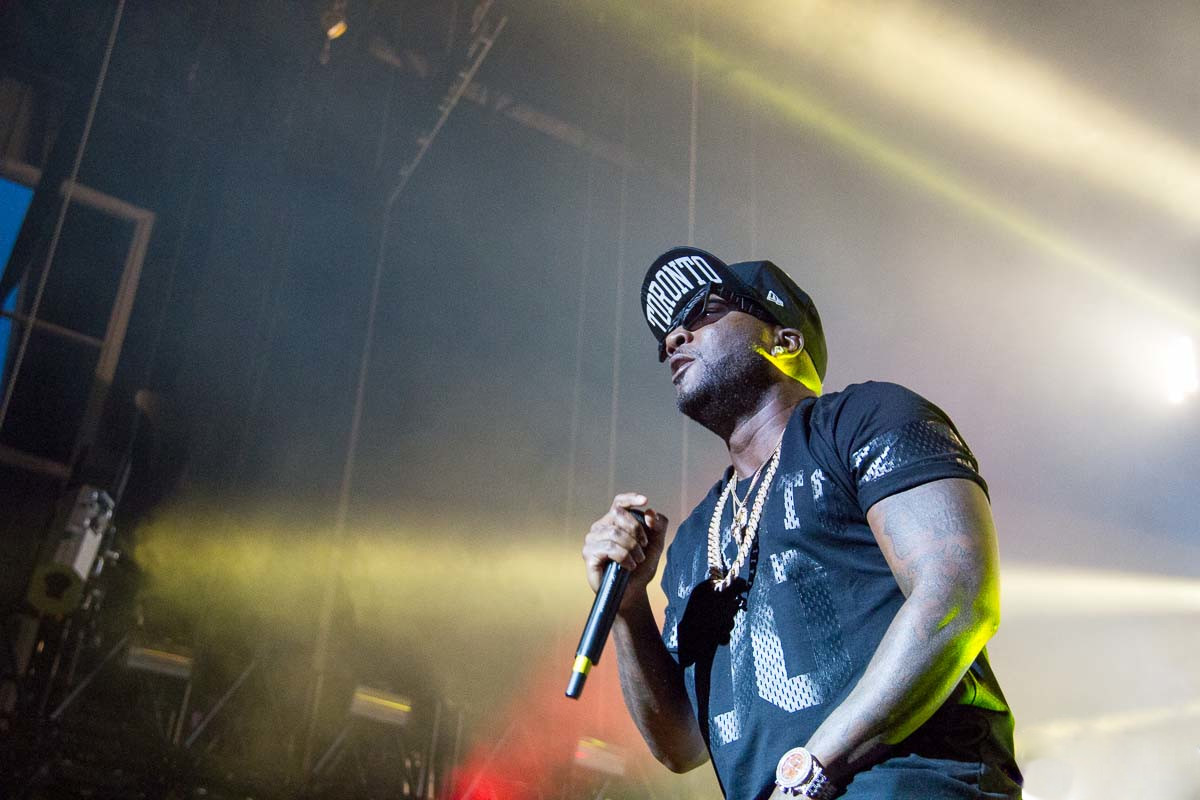
Young Jeezy chante Go Getta et Soul Survivor en 2014.

Le 13 août 2013, il publie une mixtape compilation avec les artistes de CTE World, Doughboyz Cashout et YG intitulée Boss Yo Life Up Gang. Il participe aux singles My Nigga de YG et Mob Life de Doughboyz Cashout. Le 17 septembre 2013, Jeezy publie le premier single In My Head produit par Childish Major, de la mixtape collaborative CTE Its Tha World 2. Le lendemain, il prévoit la publication d'un prochain album, révélant la participation de Future, Usher, Ludacris, et Don Cannon,.
Le 30 mai 2014, Jeezy publie le premier single, Me Ok, issu de son cinquième album Seen It All: The Autobiography. Le 1er juillet 2014, il publie le second single, le titre homonyme Seen It All en featuring avec Jay-Z.

### Church in These Streets(depuis 2015)
Le 31 août 2015, Jeezy annonce la sortie d'un nouvel album intitulé Church in These Streets. Il est publié le 13 novembre 2015. Le premier single, GOD, est publié le même jour.

## Vie privée
Young Jeezy possède de nombreuses voitures : Lamborghini Murciélago, Lamborghini Gallardo, Ferrari F430, Ferrari 360 Modena, Aston Martin V8 Vantage, Chevrolet Corvette C6. Il déclare qu'il serait l'égérie de la nouvelle collection de montres TechnoMarine. Après l'ouragan Katrina, Jeezy laisse quelques réfugiés de La Nouvelle-Orléans s'installer provisoirement chez lui.
Jeezy a quatre enfants ; deux fils, Shyheim (né en 1995) et Jadarius (né en juillet 1996), issus de son union avec Tenesha Dykes, et deux filles, Amra Nor (née en février 2014), issue de son union avec le mannequin, Mahi et Monaco (née en Janvier 2022), issue de son union avec Jeanie Mai Jenkins.
Depuis 2018, il partage la vie de l'animatrice de télévision et maquilleuse professionnelle, Jeannie Mai - qu'il a épousé le 27 mars 2021 dans leur résidence à Atlanta.

## Démêlés judiciaires
Le 12 mars 2006, Jeezy est arrêté à Miami pour port d'armes, alors qu'il n'avait aucun permis.

## Discographie

### Albums studio
- 2001 : Thuggin' Under the Influence (T.U.I.)
- 2003 : Come Shop wit Me
- 2005 : Let's Get It: Thug Motivation 101
- 2006 : The Inspiration
- 2008 : The Recession
- 2011 : TM:103 Hustlerz Ambition
- 2014 : Seen It All: The Autobiography
- 2015 : Church In These Streets
- 2016 : Trap or Die 3
- 2017 : Pressure
- 2019 : Tm4 the Legend of Snowman
- 2020 : The Recession 2

### EP
- 2015 : Politically Correct
- 2020 : Twenty/20 Pyrex Vision

### Mixtapes
- 2005 : Trap or Die
- 2010 : Trap or Die 2
- 2010 : The Last Laugh
- 2011 : The Real is Back
- 2011 : The Real is Back 2
- 2012 : It's Tha World
- 2015 : Gangsta Party

### Singles en solo
- 2005 : And Then What (feat. Mannie Fresh)
- 2005 : Soul Survivor (feat. Akon)
- 2006 : Go Crazy (Remix) (feat. Jay-Z)
- 2006 : My Hood
- 2006 : Trap Star
- 2006 : Trap or Die (feat. Bun B)
- 2007 : I Luv It
- 2007 : Go Getta (feat. R.Kelly)
- 2007 : Dreamin (feat. Keyshia Cole)
- 2008 : Put On (feat. Kanye West)
- 2008 : Vacation
- 2008 : My president (feat. Nas)
- 2009 : Trappin Ain't Dead
- 2009 : Trap or Die 2
- 2010 : Momma Told Me
- 2010 : Greatest Trapper Alive
- 2010 : All White Everything
- 2010 : Jizzle (feat Lil Jon)
- 2011 : Ballin (feat Lil Wayne)
- 2012 : Leave You Alone (feat. Ne-Yo)

### Singles collaboratifs
- 2004 : Do the Damn Thang (Fabolous, feat. Young Jeezy)
- 2005 : Icy Gucci Mane (feat. Young Jeezy et Boo)
- 2005 : Get Throwed (Bun B, feat. Pimp C, Z-Ro, Jay-Z et Young Jeezy)
- 2006 : Say I (Christina Milian, feat. Young Jeezy)
- 2006 : Grew Up a Screw Up (Ludacris, feat. Young Jeezy)
- 2006 : Top Back [Remix] (T.I., feat. Young Dro, B.G., Big Kuntry et Young Jeezy
- 2007 : Diamonds (Fabolous, feat. Young Jeezy)
- 2007 : 5000 Ones (DJ Drama, feat. Nelly, T.I., Yung Joc, Willie the Kid, Young Jeezy et Twista)
- 2007 : I'm So Hood (Remix) (DJ Khaled, feat. Young Jeezy, Ludacris, Busta Rhymes, Big Boi, Lil Wayne, Fat Joe, Birdman et Rick Ross)
- 2007 : 100 Million (Birdman, feat. Rick Ross, Dre, Young Jeezy, et Lil Wayne)
- 2008 : Love in this Club (Usher, feat. Young Jeezy)
- 2008 : I Got My Locs On (Ice Cube, feat. Young Jeezy)
- 2008 : I Luv Your Girl (Remix) The-Dream, feat. Young Jeezy)
- 2008 : Louie (Blood Raw, feat. Young Jeezy)
- 2008 : Out Here Grindin (DJ Khaled, feat. Akon, Rick Ross, Young Jeezy, Lil Boosie, Trick Daddy, Ace Hood et Plies)
- 2009 : Never Ever (Ciara, feat. Young Jeezy)
- 2009 : Real As It Gets (Jay-Z, feat. Young Jeezy)
- 2009 : Fed Up (DJ Khaled, feat. Drake, Rick Ross, Young Jeezy, Usher et Lil Wayne)
- 2009 : Hard (Rihanna, feat. Young Jeezy)
- 2009 : I'm Goin In (Lil Wayne, feat. Drake et Young Jeezy)
- 2010 : Tools (Birdman, feat. Bun B et Young Jeezy)
- 2010 : Lose My Mind (Young Jeezy, feat. Plies)
- 2010 : Unforgettable (Drake, feat. Young Jeezy)
- 2011 : Hustle Hard (Ace Hood feat Lil Wayne & Young Jeezy)
- 2012 : Hail Mary (Trey Songz feat Lil Wayne & Young Jeezy)
- 2012 : Balcony (Cassie feat Young Jeezy)
- 2012 : Major Distribution (50 Cent feat Snoop Dogg & Young Jeezy)
- 2013 : Benihana (feat. Rocko & 2 Chainz)
- 2014 : Money Can't Buy (Ne-Yo (feat Young Jeezy)
- 2014 : Seen It All (feat. Jay-Z)
- 2015 : Church in these Streets
- 2016 : Trap or Die III

## Distinctions

### Nominations
- BET Awards 2006 : Album de l'année avec Let's Get It: Thug Motivation 101
- BET Awards 2008 : Meilleure collaboration avec I'm So Hood [Remix] DJ Khaled, feat. Young Jeezy, Ludacris, Busta Rhymes, Big Boi, Lil Wayne, Fat Joe, Birdman et Rick Ross
- BET Awards 2008 : Meilleure vidéo hip-hop avec I'm So Hood [Remix] DJ Khaled, feat. Young Jeezy, Ludacris, Busta Rhymes, Big Boi, Lil Wayne, Fat Joe, Birdman et Rick Ross
- BET Awards 2008 : Meilleure collaboration hip-hop avec I'm So Hood [Remix] DJ Khaled, feat. Young Jeezy, Ludacris, Busta Rhymes, Big Boi, Lil Wayne, Fat Joe, Birdman et Rick Ross
- BET Awards 2008 : Prix du public avec Put On, feat. Kanye West

## Filmographie
- 2009 : The Janky Promoters de Marcus Raboy (en)